# Słubice (gmina w województwie lubuskim)
Słubice – gmina miejsko-wiejska w województwie lubuskim, w powiecie słubickim. W latach 1975–1998 gmina położona była w województwie gorzowskim.
Siedziba gminy to Słubice.
Według danych z 31 grudnia 2019 roku gminę zamieszkiwało 20 071 osób.

## Ochrona przyrody
Na obszarze gminy znajduje się rezerwat przyrody Łęgi koło Słubic chroniący kompleks naturalnych i półnaturalnych ekosystemów łęgowych, wraz z zachodzącymi w nich procesami fluktuacji, sukcesji i regeneracji, typowych dla doliny wielkiej rzeki.

## Struktura powierzchni
Według danych z roku 2019 gmina Słubice ma obszar 185,6 km². Według danych z 2002 r. użytkowanie powierzchni przedstawiało się następująco:
- użytki rolne: 45%
- użytki leśne: 37%

Gmina stanowi 18,55% powierzchni powiatu.

## Miejscowości
- Drzecin (296 mieszkańców[5])
- Golice (417)
- Kunice (88)
- Kunowice (1082)
- Lisów (159)
- Nowe Biskupice (133)
- Nowy Lubusz (w tym Kolonia Nowy Lubusz, 212)
- Pławidło (220)
- Rybocice (215)
- Słubice (16 872)
- Stare Biskupice (101)
- Świecko (183)

Osady
- Dzierzążna (część Słubic)
- Olszyna (nie istnieje)
- Smogórze Drzecińskie (część Słubic)
- Sułówek (w składzie sołectwa Nowe Biskupice)

## Demografia

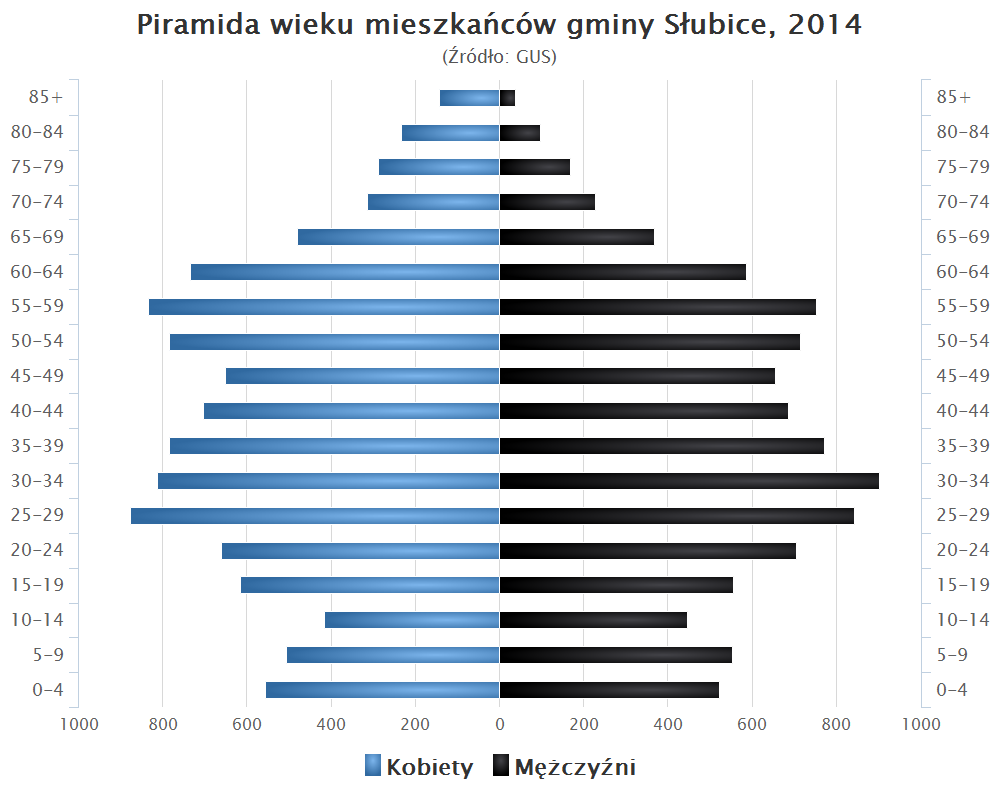
Piramida wieku mieszkańców gminy Słubice w 2014 roku

## Sąsiednie gminy
Cybinka, Górzyca, Rzepin. Gmina sąsiaduje z Niemcami.